# 御存知 弥次喜多珍道中
『御存知 弥次喜多珍道中』（ごぞんじ やじきたちんどうちゅう）は、1989年11月7日にハル研究所から発売されたファミリーコンピュータ専用アドベンチャーゲーム。

## 概要
十返舎一九の滑稽本『東海道中膝栗毛』（弥次喜多）をモチーフにしたコマンド選択式アドベンチャーゲームである。
弥次喜多とお伊勢参り、東海道五十三次以外は『東海道中』とは全く関係ない冒険活劇が展開される。

## 各章のあらすじと登場人物
弥次と許嫁のおはるは、家の主導権を巡って大喧嘩になりお伊勢参りに行くと言い出し相棒の喜多を連れて猛ダッシュで戸塚～小田原・箱根～沼津を通り、由比の宿にたどり着く。それも聞いたおはるも急いで支度をして二人の後を猛追する。

### 登場人物

#### 全篇通して
- 弥次（やじろべえ）-本編の主人公、神田生まれの生粋の江戸っ子で喧嘩の腕は雑魚なら難なく倒せる腕の持ち主。
- 喜多（きたはち）-弥次の相棒。角ばった顔と出っ歯が特徴。
- おはる-弥次の婚約者。
- 織田信長-亡霊。本能寺の変の無念を晴らし徳川家に代わり再び天下に返り咲く為にやってきた。
- 松尾芭蕉-続きから始めるパスワードとなる俳句を教える。
- 占いや-ヒントをくれる。ある所では占いをしてもらう事でフラグが立つので必ず来なければいけない。

#### 由比宿
宿場町には町人達が訳もわからず長蛇の列をなしており、二人は行列の先に行くと「しょうや」という人物から由比正雪と名乗る者が屋敷に立て篭もっており、彼を追い出してほしいと頼まれる。
- しょうや-由比正雪に屋敷を乗っ取られオロオロしている老人。
- 由比正雪-幕府転覆をかかげ「とうばく」と書かれたヘルメットを被った過激派テロリスト。
- おさい-岡引。正義のためなら手段を選ばない。
- きめ-仲良しの猫がいなくなって泣いている女の子。

#### 浜松宿
弥次と喜多は泊まろうとした宿に入ろうとするとヤクザ者が邪魔をして入れてくれない。怒った弥次が彼らを倒し中に入り、宿屋から理由を聞くと土地の再開発による地上げの為に嫌がらせをする二馬力一家の仕業だった。
- 二馬力一家
- 宮崎屋やすお-宿屋の主人。
- おすみ-二馬力一家組長の娘。やすおの幼馴染。
- 左甚五郎-彫刻家、重要アイテムの作成に一役買ってくれる。
- 武器屋-二馬力一家の子分を倒す武器を売る。京の都にて再会。

#### 熱田宿
二人が町に着くと皆静かで暗い顔をしている。理由を聞くと神社に謎の結界が張られお参りが出来なくなっていた。二人は亡霊を倒す為に必要な草薙の剣を探す事に。
- 巫女
- 神主
- 廃品回収-時代背景を無視して軽トラックで登場する。
- 織田信長
- さぶろう-煙草を吸うことで推理力を発揮する「探偵　神宮寺三郎」のオマージュ。
- 作者の使い-草薙の剣を見つけられず、いつまでも迷っていると本物の草薙の剣を持って登場する。

#### 七里の渡し
船の上で二人は調子の良い男に出会う。しかし、野暮用で行ったきり全く帰ってこない。彼を探すと船底に例の男の死体を発見し、二人は殺人事件に巻き込まれる。無事殺人事件を解決すると船上におはるが現れてついに追いつかれてしまうが･･･
- とみのほうざん-石見の著名な刀鍛冶。容疑者の一人。
- おみさ-ほうざんの孫娘。容疑者の一人。
- じゅんじ-船の船頭。おみさの恋人。きつい名古屋訛り。容疑者の一人。
- かずひこ-飾り職人。事件の被害者。裏で詐欺を働いており何者かに殺された。
- ホレーショ-船長。事件解決に協力する。

#### 伊勢の宿
海は突然荒天になり、おはるは空に浮きどこかに飛ばされる。手がかりをつかむ為、伊勢の館長に会いに行く。
- 越後のちりめん問屋の隠居-二人にこれから何をすべきかアドバイスをする。
- 桔梗屋-弥次喜多に壷の奪還を依頼した豪商。依頼が解決すると態度が豹変し冷たくなる。
- 代官-桔梗屋とつるんでいる役人。
- 侍-ひどいあばら家に住んでいる侍。壷を守っており壷をかけたジャンケン勝負に挑む。実はある密命を受けている。
- お蝶-伊勢で名の知れた盗人。
- ぷろすとのしん、せなさぶろう-すずかえふわんかごやと名乗る籠引き。

#### 京の都
亡霊の当たり年となった怨念渦巻く京の都は黒い霧に覆われていて中に入れない。二人は三種の神器を投げ込むと霧が晴れて二条城に乗り込む。このシナリオのみ分岐があり、プレイヤーの行動により、ストーリーが4通りに変化する。
- 検非違使
- ハル屋の石田
- たんご-霊能力者。
- ほととぎす-城の魔物に恨みを持つもの。信長の弱点を知っている。
- 信長の亡霊・全国版-織田信長がパワーアップした姿。
- 今川義元、明智光秀、豊臣秀吉、徳川家康、鯛-義元以外はあるアイテムによって出てくる亡霊